# Sunrise (Florida)
Sunrise és una població dels Estats Units a l'estat de Florida. Segons el cens del 2007 tenia 89.787 habitants.

## Demografia
Segons el cens del 2000, Sunrise tenia 85.779 habitants, 33.308 habitatges, i 22.249 famílies. La densitat de població era de 1.819,8 habitants/km².
Dels 33.308 habitatges en un 33,4% hi vivien nens de menys de 18 anys, en un 48,6% hi vivien parelles casades, en un 13,8% dones solteres, i en un 33,2% no eren unitats familiars. En el 27,2% dels habitatges hi vivien persones soles el 14,4% de les quals corresponia a persones de 65 anys o més que vivien soles. El nombre mitjà de persones vivint en cada habitatge era de 2,54 i el nombre mitjà de persones que vivien en cada família era de 3,12.
Per edats la població es repartia de la següent manera: un 24,9% tenia menys de 18 anys, un 7,3% entre 18 i 24, un 31,7% entre 25 i 44, un 18,4% de 45 a 60 i un 17,7% 65 anys o més.
L'edat mediana era de 37 anys. Per cada 100 dones de 18 o més anys hi havia 82,5 homes.
La renda mediana per habitatge era de 40.998 $ i la renda mediana per família de 47.908 $. Els homes tenien una renda mediana de 35.706 $ mentre que les dones 28.147 $. La renda per capita de la població era de 18.713 $. Entorn del 7,3% de les famílies i el 9,7% de la població estaven per davall del llindar de pobresa.

## Poblacions més properes
El següent diagrama mostra les poblacions més properes.